# مسجد افغان
مسجد افغان مربوط به اوایل دوره افشار است و در بندر لنگه، محله افغان واقع شده و این اثر در تاریخ ۱۷ اردیبهشت ۱۳۵۴ با شمارهٔ ثبت ۱۰۶۲ به‌عنوان یکی از آثار ملی ایران به ثبت رسیده است.